# Brewster Bulldogs
Brewster Bulldogs byl profesionální americký klub ledního hokeje, který sídlil v Brewsteru ve státě New York. V letech 2015–2016 působil v profesionální soutěži Federal Hockey League. Bulldogs ve své poslední sezóně v FHL skončily v základní části. Své domácí zápasy odehrával v hale Brewster Ice Arena. Klubové barvy byly červená a černá.

## Přehled ligové účasti
Zdroj: 
- 2015–2016: Federal Hockey League